# Project Censored
Project Censored ist eine gemeinnützige Organisation und ein Projekt zur Förderung des investigativen Journalismus innerhalb der „Sonoma-State-Stiftung“ in den USA. Es wird von der sozialwissenschaftlichen Fakultät der Sonoma State University geleitet.

## Projektziel
Laut ihrer offiziellen Webseite verfolgt Project Censored die in unabhängigen/alternativen Journalen und Newsletters veröffentlichten Nachrichten. Aus diesen kompiliert die Organisation eine Jahresliste von 25 Nachrichtenartikeln von sozialer Bedeutung, die weitgehend „übersehen“ wurden, über die nur unzureichend berichtet wurde oder die einer Selbstzensur durch die Hauptnachrichtensender zum Opfer fielen. 
Mit ihrer Arbeit beansprucht die Gruppe, den 1. Zusatzartikel zur Verfassung der Vereinigten Staaten (die Informationsfreiheit) zu schützen. Das Projekt ist um den Uni-Kurs „Soziologie 435: Medienzensur“ herum aufgebaut, der intensive Recherchen in Bibliotheksdatenbaken erfordert. Jeder Student wird dazu angehalten, Fertigkeiten zum Entdecken und Nachforschen von Nachrichten zu entwickeln, um eigene Berichte für die jährlich über 200 unterbeleuchteten Themen zusammenzustellen, über die von der Gruppe geschrieben wird. Ein Projektziel ist die Herausbildung eines nationalen, aber auf lokaler Ebene verankerten Nachrichten-Mediennetzwerks, das eine größere Informationsvielfalt für das regionale Mainstream-Publikum auf verschiedenen Ebenen gewährleisten soll. Dafür wird Unterstützung und Förderung Journalisten zuteil, der Fakultät, sowie Studenten bei ihrer projektbezogenen Recherche.
Laut der Gruppe sollte ein Bericht, der von Project Censored aufgegriffen wird, folgende Merkmale aufweisen: Er sollte
1. Informationen enthalten, die das Gros der Bevölkerung zu Recht kennen sollte, zu denen sie aber nur begrenzten oder keinen Zugang hat.
2. zeitlich aktuell und im Entwicklungsverlauf sein, sowie Bedeutung für eine signifikante Anzahl von Bürgern der Vereinigten Staaten haben.
3. ein klar definiertes Konzept haben und von solider, verifizierbarer Dokumentation gestützt sein.
4. in elektronischer oder schriftlicher Form veröffentlicht worden sein, in einer im Vertrieb befindlichen Zeitung, Journal, Magazin, Newsletter, oder in einer ähnlichen Publikationsform einer aus- oder inländischen Quelle.
5. direkte Verbindungen und Implikationen für die Menschen innerhalb der USA haben, eventuell auch im Hinblick auf ausländische Aktivitäten von US-Bürgern.

Hauptsponsoren sind hunderte Individuen, Working Assets, Anita Roddick, The Body Shop, sowie diverse hochrangige Amtsinhaber der Universität von Sonoma State, insbesondere in der sozialwissenschaftlichen Fakultät.
Project Censored wurde 1976 von Dr. Carl Jensen gegründet. Er ging 1996 in Pension, seitdem wurde das Projekt von Dr. Peter Phillips geleitet.

## Veröffentlichte Werke
Project Censored veröffentlicht einen alljährlichen Bericht im Taschenbuchformat zu den „Top 25 zensierten Geschichten des Jahres“. Zu den Features des Buches gehören die „Junk Food News“, Comics von „Tom Tomorrow“, Updates von älteren Top-Storys, Essays und Interviews. Es wird in den USA, Kanada, Australien und Großbritannien gedruckt. Ein weiteres Projekt, For the Record, eine wöchentliche Radiosendung, die unterrepräsentierte Themen behandelt, wird von Pat Thurston moderiert.

## Unterstützer
Walter Cronkite sagt: „Project Censored ist eine der Organisationen, auf die wir hören sollten, um die Ausübung eines gründlichen und ethischen Journalismus unserer Zeitungen und Nachrichtensendern zu gewährleisten.“ Noam Chomsky ist ein Befürworter der Gruppe.

## Kritik
Obwohl die Gruppe nie explizit eine politische Position bezieht, behaupten manche Kritiker, fast jede Geschichte, die von Project Standard ins Rampenlicht gestellt wird, habe eine „linke“ Ausrichtung: Berichte, die „Big Business“, ökonomische Ungleichheit, Umweltschäden, Krieg etc. zum Thema haben. 
Project Censored und seine Unterstützer brachten darauf vor, Konservative würden alljährlich als „Richter“ eingeladen, aber den Posten größtenteils ablehnen; dass typische Kritik des „rechten Flügels“ wie zum sog. Thema „Big government“, schon ausreichend von den Mainstreammedien aufgegriffen worden sind; und dass Project Censored in der Tat Artikel von The Spotlight, eine konservative Zeitung, veröffentlicht hat. Project Censored versucht die von ihm beobachtete tendenziöse Berichterstattung der Mainstreammedien zu korrigieren, da aus ihrer Perspektive, „jedwede mediale Verzerrung auf höchster journalistischer Ebene zumeist die etablierten politischen, ökonomischen und sozialen Machtzentren begünstigt.“